# Supergirl: Woman of Tomorrow
Supergirl: Woman of Tomorrow är en kommande amerikansk superhjältefilm, med premiär planerad till 2026, baserad på DC Comics karaktär Stålflickan. Filmen produceras av DC Studios och kommer att bli den andra filmen i DC Universe (DCU). Den är regisserad av Craig Gillespie, med ett manus skrivet av Ana Nogueira.
Filmen är planerad att ha biopremiär i Sverige den 26 juni 2026, utgiven av Warner Bros. Pictures.

## Rollista
- Milly Alcock – Kara Zor-El / Supergirl[4]
- Matthias Schoenaerts – Krem of the Yellow Hills[5]
- Jason Momoa – Lobo[5]
- Eve Ridley – Ruthye Marye Knoll[6]

## Produktion
I januari 2023 presenterades de första filmprojekten som skulle ingå i det nya DC Universe, där Supergirl: Woman of Tomorrow var en av filmerna. Den skulle baseras på Tom Kings serie av serietidningar med samma namn från 2021.
Filmen började spelas in den 13 januari 2025 på Warner Bros. Studios Leavesden och i London. Inspelningarna är även planerade att pågå på Island och kommer fortsätta till maj samma år.